# Anıtlı

ein traditionelles aramäisches Haus in Anıtlı

Anıtlı (syrisch ܚܐܚ Hah, kurdisch Hax) ist ein christlich-aramäisches Dorf im Landkreis Midyat der Provinz Mardin im Südosten der heutigen Türkei im Gebirgszug Tur Abdin. Der Ort hat ungefähr 150 Einwohner und wird fast ausschließlich von Aramäern bewohnt. Die Aramäer gehören der syrisch-orthodoxen Kirche von Antiochien an.

## Geografie

### Lage
Das kleine Dorf Hah liegt in Nordmesopotamien, 30 km nordöstlich von Midyat und ca. 40 km vom Tigris entfernt. Hah liegt auf einem hohen Berg, im Zentrum einer fruchtbaren, hügeligen Landschaft, die von kleinen Wäldern und hohen Bergen umgeben ist. Beim Ort liegt ein großes Ruinenfeld, dessen Bauten zum Teil aus vorchristlicher Zeit stammen, bislang aber nicht systematisch archäologisch erforscht wurden. Weitere benachbarte Ortschaften verteilen sich wie folgt:
|              |                                             | Dargeçit 20 km |
| Arıca 24 km  | Kompassrose, die auf Nachbargemeinden zeigt |                |
| Midyat 30 km | Haberli 35 km                               | İdil 39 km     |

### Klima
Die Jahreszeiten sind stark ausgeprägt. Es gibt viele Niederschläge im Frühling und Herbst, heiße und trockene Sommer, kalte und schneereiche Winter. Die Temperaturen schwanken zwischen −10 °C im Winter bis +50 °C im Sommer.

### Bevölkerung
Das Gebiet um Hah bzw. Anıtlı wird heute überwiegend von Kurden bewohnt, da ein Großteil der früheren christlich-aramäischen Bevölkerung ausgewandert ist. Die Bewohner von Hah sind aber noch heute fast ausschließlich Aramäer und bezeichnen sich als Hahoye.
Die meisten Bewohner von Anıtlı wanderten in den 1980er Jahren nach Europa, Australien, Schweden, Niederlande, Belgien und Österreich aus. In Deutschland wohnen die meisten von ihnen in Bietigheim-Bissingen, Heilbronn, Gütersloh, Wiesbaden und Füssen. Erst in den letzten zehn Jahren hat eine gewisse Rückwanderung eingesetzt; mehrere Familien halten sich nun einige Monate im Jahr in der alten Heimat auf, und einige sind dauerhaft zurückgekehrt.
- 1870 lebten in Hah 80 Familien
- 1915 lebten in Hah 100 Familien
- 1987 lebten in Hah 42 Familien
- 2002 lebten in Hah 13 Familien mit 114 Einwohnern
- 2011 lebten in Hah wieder 23 Familien

## Geschichte

### Ortsname
Früher war der Ort ein bedeutendes regionales Zentrum. Der Name Hah ist vielleicht von Habhi(a) abzuleiten. Die Bezeichnungen Habi, Habhi oder Habhia kommen bereits zur Zeit des assyrischen König Aššur-naṣir-apli II. vor, der den aramäischen Tur Abdin (Kaschiari) im Jahre 879 v. Chr. angriff. Sie bezeichnen allerdings ein Gebiet, dessen Lokalisierung noch umstritten ist. Erwähnt ist der Name zum ersten Mal keilschriftlich im Jahre 859 v. Chr. auf einer Tontafel aus Nimrud (Irak).

### Christliche Geschichte
Der Tur Abdin wurde vermutlich bereits früh christianisiert. Hah war die erste Diözese im Tur Abdin und vom vierten Jahrhundert (urkundlich gesichert seit 613) bis neunzehnten Jahrhundert Bischofssitz. Allerdings residierten die Bischöfe in den letzten drei Jahrhunderten in Dayro da-Slibo (Heilig-Kreuzkloster). Der letzte Bischof, Timotheos Jakob, der während des Völkermordes 1915 getötet wurde, leitete die Diözese von seiner vorläufigen Residenz in Kfarboran aus. Bis heute wird das Dorf fast ausschließlich von christlichen Aramäern bewohnt.

### Völkermord 1915
Als im später als Jahr des Schwertes bezeichneten Jahr 1915 die Christen im Tur Abdin angegriffen und in großer Zahl vertrieben oder getötet wurden, konnte Hah, damals noch eine der größten Städte der Umgebung, erfolgreich Widerstand leisten: Ein Dorfführer namens Rascho hatte sich vorher in anderen Gebieten über die Angriffe informiert und die Bewohner darauf vorbereitet, indem die Mauern eines alten Gebäudes, genannt König Yuhannons Palast, verstärkt wurden und die Männer sich bewaffneten. Daraufhin flüchteten auch christliche Bewohner aus umliegenden Dörfern nach Hah, so dass schließlich etwa 2000 Menschen, darunter 250 Bewaffnete, die Stadt gegen die Angreifer verteidigten. Nach 45-tägiger erfolgloser Belagerung wurde schließlich mit dem Kurdenführer Hajo vom Kurtak-Clan ein Waffenstillstand ausgehandelt, und Hah blieb verschont.

## Wirtschaft und Infrastruktur
Die Siedlung liegt in einer fruchtbaren Ebene. Hah/Anıtlı ist von Obst-, Walnuss-, Mandelbäumen und Weinbergen umgeben. Neben Ackerbau gibt es noch traditionell Viehzucht für den eigenen Bedarf.
Durch den Tur Abdin führt von Midyat bis Gziro eine Hauptstraße, fast zu allen Dörfern sind die Straßen asphaltiert.
Außer der seit Jahrhunderten existierenden aramäischen Schule hat Anıtlı seit 1965 auch eine türkische Schule. Die aramäische Gemeinde wird heute vom Mönch Mushe Gürbüz seelsorgerisch betreut, Bürgermeister ist Habib Dogan.
Seit 1986 besteht in Anıtlı aufgrund der Konflikte mit der PKK und der Nähe zu Syrien ein türkischer Militärposten. Anıtlı hat ein kleines Sanitätshaus, allerdings ohne Arzt, Krankenschwestern, medizinische Geräte oder Medikamente.

## Kultur, Religion und Sehenswürdigkeiten

### Kirchen und Klöster
Der Bischof der ersten Diözese des Tur Abdin residierte hier. Erst im Jahre 1089 wurde der Tur Abdin in zwei Diözesen aufgeteilt, das Kloster Mor Gabriel und Hah. Bis zum Ende des 14. Jahrhunderts residierten hier nacheinander mindestens 18 Bischöfe.
Von den früheren 40 Kirchen des Ortes sind 23 größtenteils als Ruinen erhalten.
Die Mor-Sobo-Kathedrale wurde von Timur Lenk um 1400 zerstört und ist seitdem eine Ruine in der Mitte des Dorfes.
In den Klöstern Mor Sarkis und Mor Bakos lebten bis in die 1970er-Jahre Mönche.

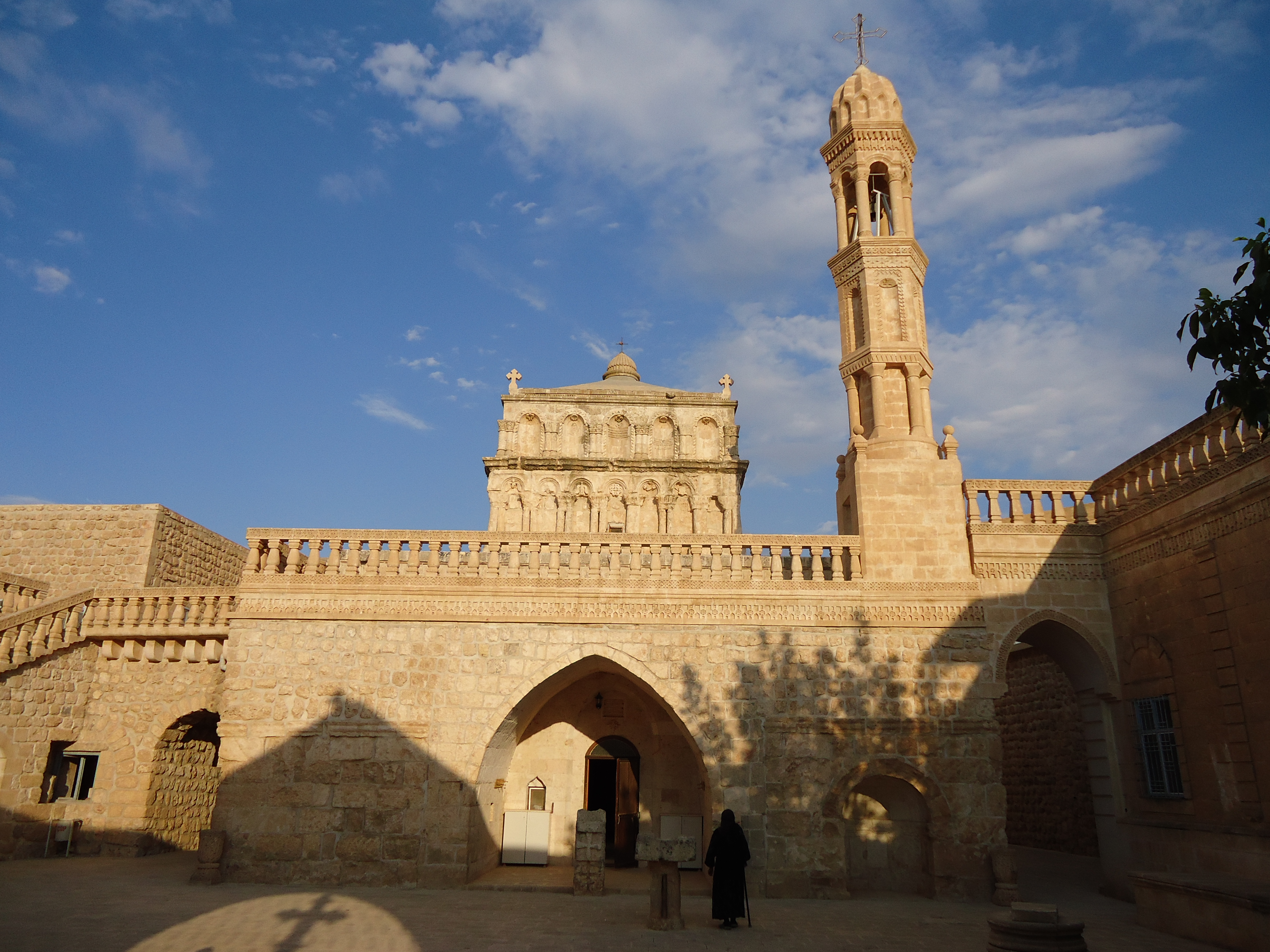
Die Mutter-Gottes-Kirche in Hah

### Mutter-Gottes-Kloster
Das Mutter-Gottes-Kloster von Hah ist das bedeutendste Bauwerk des Dorfes und ein Wahrzeichen des Tur Abdin. Die Klosterkirche wurde während der Spätantike, wahrscheinlich durch eine Stiftung des römischen Kaisers Theodosius II. († 450 n. Chr.), errichtet und unter Justinian im 6. Jahrhundert ausgebaut. Die lokale mündliche Überlieferung hingegen datiert die Grundfundamente auf die Zeit der Geburt Jesu Christi und erklärt das Gotteshaus zur ältesten Kirche der Welt: Der Legende nach sollen zwölf Weise auf dem Weg nach Bethlehem hier gerastet haben, von denen aber nur drei – die Heiligen Drei Könige – ausgewählt wurden, weiter zu reisen, um dem neugeborenen Heiland zu huldigen. Auf dem Rückweg kamen diese wieder durch Hah, wobei sie ein Gewand bzw. eine Windel Christi mitbrachten. Um dieses unter den zwölf Brüdern aufzuteilen, verbrannten sie es, worauf es sich in zwölf goldene Medaillen verwandelte. Zur Erinnerung daran errichteten sie die Kirche für die Mutter Gottes. Im Laufe der Jahrhunderte sind im Marienkloster weitere Gebäude errichtet worden. Ein Bild von O. H. Parry im Jahre 1892 zeigt noch den alten Baustil der Kuppel. Sie stellte ein Quadrat mit kegelförmiger Spitze dar, ringsherum mit Säulen versehen.
Die Veränderung der Kuppelspitze zur Halbkugel erfolgte im Jahre 1907 durch Abt Yausef, genannt Uske. Die heutige Form der Kuppel mit einer zweiten Säulenreihe und kegelförmiger Spitze, darauf eine kleine Kuppel mit Kreuz, besteht seit 1939. Der Umbau geschah auf Initiative des Abtes Malke Beth Qascho von Hah. Die Renovierung selbst nahm der aramäische Baumeister Muqsi Elyas aus Midyat vor.
Auf Initiative der Dorfbewohner, im Einvernehmen mit Diözesanbischof Timotheos Samuel Aktaş von Tur Abdin und mit technischer Hilfe einer Gruppe der Universität Libanon hat die Gemeinde am 4. November 1999 mit Renovierungsarbeiten begonnen.

### Bekannte Geistliche
Die bekanntesten Geistlichen aus Hah waren
- Metropolit Mor Sargis, Sohn des Priesters Qar'uno (1508),
- Priester Yeshu Bar Kaylu (1309),
- Priester Saliba Bar Khayrun (1340), erneuerte das Kalendarium der syrisch-orthodoxen Kirche
- Priester Barsaumo Samoil Dogan, bekannter Autor und Lehrer in der syrisch-orthodoxen Kirche